# Clã Tōdō
O Clã Tōdō foi um clã de Daimyōs descendentes do Príncipe Toneri (676-735), filho do Imperador Tenmu.
Tōdō Takatora (1556-1630) iniciador do Clã foi vassalo de Oda Nobunaga e posteriormente de Toyotomi Hideyoshi, que o colocou sob comando de seu meio irmão Hashiba Hidenaga.
Hideyoshi, deu a Takatora o Domínio de Osu (na Província de Iyo - 80.000 koku). Depois da Batalha de Sekigahara (1600), foi transferido para Domínio de Uwajima (na Província de Iyo - 200.000 koku), em seguida, em 1608, para o Domínio de  Tsu (na Província de Ise 323.900 koku), onde seus descendentes permaneceram até a Restauração Meiji.
Um ramo mais jovem se originou de Tōdō Takamichi, neto de Takatora, que viveu entre 1632 e 1868 no Domínio de Hisai (em Ise - que tinha 53.000 koku).